# Bogota39
Bogota39 est un projet mené en collaboration entre d'une part le Hay Festival, et d'autre part l'organisation gérant l'événement de l'Unesco Capitale mondiale du livre avec Bogota comme capitale en 2007. Il consiste à sélectionner 39 des écrivains latino-américains parmi les plus prometteurs ayant moins de 40 ans, à les faire connaître davantage et à favoriser les échanges entre ces auteurs. 

## 2007

### Le jury
Le jury de sélection des 39 heureux élus est composé de trois écrivains colombiens : Piedad Bonnett, Héctor Abad Faciolince et Óscar Collazos. 

### L'accueil du projet
Le succès de ce projet auprès des écrivains latino-américains a conduit à imaginer trois ans plus tard un projet similaire pour le monde arabe, Beirut39, puis en 2014, un autre projet déclinant la même idée pour l'Afrique subsaharienne, Africa39.

### Liste des auteurs
- Adriana Lisboa (Brésil)
- Alejandro Zambra (Chili)
- Álvaro Bisama (es) (Chili)
- Álvaro Enrigue (Mexique)
- Andrés Neuman (Argentine)
- Antonio García Ángel (es) (Colombie)
- Antonio Ungar (Colombie)
- Carlos Wynter Melo (es) (Panama)
- Claudia Amengual (Uruguay)
- Claudia Hernández González (en) (Salvador)
- Daniel Alarcón (Pérou)
- Eduardo Halfon (Guatemala)
- Ena Lucía Portela (Cuba)
- Fabrizio Mejía Madrid (es) (Mexique)
- Gabriela Alemán (Équateur)
- Gonzalo Garcés (es) (Argentine)
- Guadalupe Nettel (Mexique)
- Iván Thays (Perou)
- João Paulo Cuenca (es) (Brésil)
- John Jairo Junieles (Colombie)
- Jorge Volpi (Mexique)
- José Pérez Reyes (Paraguay)
- Juan Gabriel Vásquez (Colombie)
- Junot Díaz (République dominicaine)
- Karla Suárez (Cuba)
- Leonardo Valencia (Équateur)
- Pablo Casacuberta (es) (Uruguay)
- Pedro Mairal (es) (Argentine)
- Pilar Quintana (Colombie)
- Ricardo Silva Romero (es) (Colombie)
- Rodrigo Blanco Calderón (es) (Venezuela)
- Rodrigo Hasbún (es) (Bolivie)
- Ronaldo Menéndez (Cuba)
- Santiago Nazarian (es) (Brésil)
- Santiago Roncagliolo (es) (Pérou)
- Slavko Zupcic (es) (Venezuela)
- Veronica Stigger (Brésil)
- Wendy Guerra (Cuba)
- Yolanda Arroyo Pizarro (Porto Rico)

## 2017
Pour commémorer les dix ans de cette liste, une nouvelle sélection a lieu en 2017. Les juges de cette édition sont la romancière et journaliste argentine Leila Guerriero, la poétesse, dramaturge et romancière mexicaine Carmen Boullosa et le poète, romancier et essayiste colombien Darío Jaramillo Agudelo (es).
- Carlos Manuel Álvarez (Cuba)
- Frank Báez (es) (République dominicaine)
- Natalia Borges Polesso (es) (Brésil)
- Giuseppe Caputo (es) (Colombie)
- Juan Sebastián Cárdenas (es) (Colombie)
- Mauro Javier Cárdenas (es) (Équateur)
- María José Caro (en) (Pérou)
- Martín Felipe Castagnet (es) (Argentine)
- Liliana Colanzi (Bolivie)
- Juan Esteban Constaín (es) (Colombie)
- Lola Copacabana (es) (Argentine)
- Gonzalo Eltesch (es) (Chili)
- Diego Erlan (es) (Argentine)
- Daniel Ferreira (es) (Colombie)
- Carlos Fonseca Suárez (es) (Costa Rica)
- Damián González Bertolino (es) (Uruguay)
- Sergio Gutiérrez Negrón (es) (Porto Rico)
- Gabriela Jáuregui (es) (Mexique)
- Laia Jufresa (Mexique)
- Mauro Libertella (es) (Argentine)
- Brenda Lozano (es) (Mexique)
- Valeria Luiselli (Mexique)
- Alan Mills (es) (Guatemala)
- Emiliano Monge (es) (Mexique)
- Mónica Ojeda (Équateur)
- Eduardo Plaza (es) (Chili)
- Eduardo Rabasa (es) (Mexique)
- Felipe Restrepo Pombo (es) (Colombie)
- Juan Manuel Robles (es) (Pérou)
- Cristian Romero (Colombie)
- Juan Pablo Roncone (es) (Chili)
- Daniel Saldaña París (Mexique)
- Samanta Schweblin (Argentine)
- Jesús Miguel Soto (es) (Venezuela)
- Luciana Sousa (Argentine)
- Mariana Torres (es) (Brésil)
- Valentin Trujillo (es) (Uruguay)
- Claudia Ulloa Donoso (Pérou)
- Diego Zúñiga (es) (Chili)